# 長崎次郎
長崎 次郎（ながさき じろう、1895年8月30日 - 1954年10月2日）は長崎書店の店主、新教出版社の初代社長である。号は雑草生。兄は教育家の長崎太郎。

## 経歴
1895年(明治28年)に高知県安芸町に生まれる。安芸中学を卒業し、百島操牧師の助言により、1913年(大正2年)に東北帝国大学農科大学(現、北海道大学農学部)に入学する。植物学を専攻する。
1916年(大正5年)に日本基督札幌教会(現、日本基督教団札幌北一条教会)で高倉徳太郎から洗礼を受ける。林竹治郎、新島善直らと共に教会を支える。
1921年に北大を卒業して、横浜共立女学校(現、横浜共立学園)、関東学院中学の教師になるが、1925年教師を辞任し、早稲田で古本屋長崎書店を開業する。1926年高倉徳太郎の説教集『恩寵と召命』を出版する。これを機に、キリスト教出版を始める。それ以降、高倉の『福音的基督教』『高倉全集』や、神学書、聖書注解書などを刊行し、プロテスタントの出版の向上に大きく貢献した。
1944年(昭和19年)の戦時企業整理令により、プロテスタント系出版社10社が統合され、新教出版社が創立されると、初代社長に就任する。戦後も、キリスト教出版界を指導した。墓所は多磨霊園

## 参考
- 熊本にある長崎次郎書店の長崎次郎とは別人である。長崎次郎書店は現在も熊本市新町4丁目 旧：新二丁目にある。店は国登録の文化財。店の主人長崎次郎は有名で、森鴎外の小倉日記に『歸途新町二丁目なる書肆の主人長崎次郎を訪ふ』とある。
- 長崎書店は、長崎出版とは別のものである。